# Йохан Август Гріпенштедт
Барон Юган Август Гріпенштедт (швед. Johan August Gripenstedt; 11 серпня 1813 — 13 липня 1874) — шведський бізнесмен та політик. Під час своєї політичної кар'єри Гріпенштедт був членом Шведської маєтної асамблеї (як представник дворянства) з 1840 по 1848 рік, міністром без портфеля з 1848 по 1856 рік, міністром фінансів з 1856 по 1866 рік і членом парламенту з 1867 по 1867 рік та 1873. Він найбільш відомий своїм десятирічним перебуванням на посаді міністра фінансів, протягом якого він запровадив багато ліберальних економічних реформ і опікувався питаннями вільної торгівлі та діяльності державної залізниці.